# 沒有你活不下去
「沒有你活不下去」（あなたなしでは生きてゆけない）是日本的女子偶像組合Berryz工房的第1張单曲。2004年3月3日由PICCOLO TOWN发售。

## 概要
- 「沒有你活不下去」是Berryz工房出道的第一張單曲。
- 此單曲只有「CD ONLY」1個版本。
- 在3月15日於公信榜單曲週排行榜取得第18位。

## 收錄内容

### CD ONLY
1. 沒有你活不下去
（作詞・作曲：淳君 編曲：AKIRA）
2. BERRY FIELDS
（作詞・作曲：淳君 編曲：守尾崇）
3. 沒有你活不下去（Instrumental）